# State of Origin 2009
Navigation
Édition précédente Édition suivante
Le State of Origin 2009 est la vingt-huitième édition du State of Origin et se déroule du 3 juin 2009 au 15 juillet 2009 avec 3 matchs à l'ANZ Stadium (Sydney), au Suncorp Stadium (Brisbane), et à l'Etihad Stadium (Melbourne). Il s'agit de l'opposition traditionnelle entre les équipes de Nouvelle-Galles du Sud et du Queensland.

## Déroulement de l'épreuve

### Première rencontre
| 3 juin 2009 20 h 00 (heure australienne) | Queensland | 28 – 18 (18 – 6) | Nouvelle-Galles du Sud | Etihad Stadium, Melbourne 50 967 spectateurs Arbitre : Shayne Hayne, Tony Archer |
| 3 juin 2009 20 h 00 (heure australienne) | Essai(s) : Billy Slater (10e), Greg Inglis 2 (15e, 43e), Johnathan Thurston (18e), Darius Boyd (80e) Transformation(s) : Johnathan Thurston 4/5 |                  | Essai(s) : Ben Creagh (33e), Craig Wing (61e), Jarryd Hayne (69e) Transformation(s) : Kurt Gidley 2/3 Pénalité(s) : Kurt Gidley 1/1 (4e) | Etihad Stadium, Melbourne 50 967 spectateurs Arbitre : Shayne Hayne, Tony Archer |
| 3 juin 2009 20 h 00 (heure australienne) | |                  | | Etihad Stadium, Melbourne 50 967 spectateurs Arbitre : Shayne Hayne, Tony Archer |

### Deuxième rencontre
| 24 juin 2009 20 h 00 (heure australienne) | Nouvelle-Galles du Sud                                                                         | 14 – 24 (10 – 18) | Queensland | ANZ Stadium, Sydney 80 459 spectateurs Arbitre : Shayne Hayne, Tony Archer |
| 24 juin 2009 20 h 00 (heure australienne) | Essai(s) : Jarryd Hayne 2 (28e, 37e), David Williams (62e) Transformation(s) : Kurt Gidley 1/3 |                   | Essai(s) : Greg Inglis (6e), Israel Folau (17e), Darren Lockyer (24e), Cameron Smith (79e), Transformation(s) : Johnathan Thurston 4/4 | ANZ Stadium, Sydney 80 459 spectateurs Arbitre : Shayne Hayne, Tony Archer |
| 24 juin 2009 20 h 00 (heure australienne) |                                                                                                |                   | | ANZ Stadium, Sydney 80 459 spectateurs Arbitre : Shayne Hayne, Tony Archer |

### Troisième rencontre
| 15 juillet 2009 20 h 00 (heure australienne) | Queensland | 16 – 28 (6 – 14) | Nouvelle-Galles du Sud | Suncorp Stadium, Brisbane 52 439 spectateurs Arbitre : Shayne Hayne, Tony Archer |
| 15 juillet 2009 20 h 00 (heure australienne) | Essai(s) : Dallas Johnson (13e), Justin Hodges (43e), Billy Slater (53e) Transformation(s) : Johnathan Thurston 2/3 Carton(s) jaune(s) : Sam Thaiday (80e) |                  | Essai(s) : Ben Creagh 2 (19e, 66e), David Williams (37e), Josh Morris (46e) Transformation(s) : Michael Ennis 2/2, Kurt Gidley 2/2 Pénalité(s) : Kurt Gidley 1/1 (38e), Michael Ennis 1/1 (71e) Carton(s) jaune(s) : Ben Creagh (80e) Carton(s) rouge(s) : Trent Waterhouse (79e) | Suncorp Stadium, Brisbane 52 439 spectateurs Arbitre : Shayne Hayne, Tony Archer |
| 15 juillet 2009 20 h 00 (heure australienne) | |                  | | Suncorp Stadium, Brisbane 52 439 spectateurs Arbitre : Shayne Hayne, Tony Archer |

Les Blues remportent une victoire de consolation dans un match très tendu marqué par de nombreuses bagarres. Dans les dernières minutes, un essai est refusé à Jarryd Hayne en raison d'une bagarre, Steve Price est mis KO par Brett White et Trent Waterhouse et expulsé pour être venu frappé Price par derrière dans la bagarre. Sur l'action qui suit, Cameron Smith tape une chandelle vers Kurt Gidley qui est plaqué par 4 joueurs du Queensland, une nouvelle bagarre éclate et Ben Creagh et Sam Thaiday sont exclus. Sur la dernière action, Crocker et Ennis tentent de se battre mais l'arbitre Shayne Hayne met rapidement un terme à la rencontre.

## Les équipes

### New South Wales Blues
| Position         | Match 1            | Match 2           | Match 3           |
| ---------------- | ------------------ | ----------------- | ----------------- |
| Arrière          | Kurt Gidley (c)    | Kurt Gidley (c)   | Kurt Gidley (c)   |
| Ailier           | Jarryd Hayne       | Jarryd Hayne      | Jarryd Hayne      |
| Centre           | Michael Jennings   | Joel Monaghan     | Michael Jennings  |
| Centre           | Jamie Lyon         | Jamie Lyon        | Josh Morris       |
| Ailier           | James McManus      | David Williams    | David Williams    |
| Demi d'ouverture | Terry Campese      | Trent Barrett     | Trent Barrett     |
| Demi de mêlée    | Peter Wallace      | Peter Wallace     | Brett Kimmorley   |
| Pilier           | Brent Kite         | Brent Kite        | Justin Poore      |
| Talonneur        | Robbie Farah       | Robbie Farah      | Michael Ennis     |
| Pilier           | Luke Bailey        | Michael Weyman    | Josh Perry        |
| Deuxième ligne   | Luke O'Donnell     | Luke O'Donnell    | Trent Waterhouse  |
| Deuxième ligne   | Ben Creagh         | Ben Creagh        | Ben Creagh        |
| Troisième ligne  | Anthony Laffranchi | Paul Gallen       | Anthony Watmough  |
| Remplaçant       | Craig Wing         | Josh Morris       | Brett White       |
| Remplaçant       | Justin Poore       | Craig Wing        |                   |
| Remplaçant       | Michael Weyman     | Anthony Watmough  | Tom Learoyd-Lahrs |
| Remplaçant       | Luke Lewis         | Glenn Stewart     |                   |
| 18e homme        | Anthony Watmough   | Tom Learoyd-Lahrs | Chris Houston     |
| Entraîneur       | Craig Bellamy      | Craig Bellamy     | Craig Bellamy     |

### Queensland Maroons
| Position         | Match 1            | Match 2            | Match 3            |
| ---------------- | ------------------ | ------------------ | ------------------ |
| Arrière          | Billy Slater       | Billy Slater       | Billy Slater       |
| Ailier           | Darius Boyd        | Darius Boyd        | Darius Boyd        |
| Centre           | Greg Inglis        | Greg Inglis        | Greg Inglis        |
| Centre           | Justin Hodges      | Willie Tonga       | Justin Hodges      |
| Ailier           | Israel Folau       | Israel Folau       | Willie Tonga       |
| Demi d'ouverture | Darren Lockyer (c) | Darren Lockyer (c) | Darren Lockyer (c) |
| Demi de mêlée    | Johnathan Thurston | Johnathan Thurston | Johnathan Thurston |
| Pilier           | Steve Price        | Steve Price        | Steve Price        |
| Talonneur        | Cameron Smith      | Cameron Smith      | Cameron Smith      |
| Pilier           | Petero Civoniceva  | Petero Civoniceva  | Matthew Scott      |
| Deuxième ligne   | Ashley Harrison    | Ashley Harrison    | Ashley Harrison    |
| Deuxième ligne   | Sam Thaiday        | Sam Thaiday        | Sam Thaiday        |
| Troisième ligne  | Dallas Johnson     | Dallas Johnson     | Dallas Johnson     |
| Remplaçant       | Karmichael Hunt    | Karmichael Hunt    | Karmichael Hunt    |
| Remplaçant       | Ben Hannant        | Ben Hannant        | David Shillington  |
| Remplaçant       | Nate Myles         | Nate Myles         | Neville Costigan   |
| Remplaçant       | Michael Crocker    | Michael Crocker    | Michael Crocker    |
| 18e homme        | Matthew Scott      | Neville Costigan   | Cooper Cronk       |
| Entraîneur       | Mal Meninga        | Mal Meninga        | Mal Meninga        |

## Médias
Les droits télévisuels appartiennent à Channel 9.